# Tuấn Phong
Tuấn Phong (1952-2024), tên thật: Nguyễn Tuấn Phong, là một ca sĩ giọng nam cao Việt Nam, thành công với thể loại nhạc trữ tình, nhạc thính phòng và nhạc đỏ. Tuấn Phong từng là Phó Trưởng Khoa - Giảng viên khoa Thanh nhạc thuộc Nhạc Viện Thành phố Hồ Chí Minh và được phong danh hiệu "Nghệ sĩ ưu tú" năm 1996.

## Tiểu sử và sự nghiệp
Tuấn Phong sinh năm 1952 tại Hà Nội. Ông là con cả trong một gia đình có 5 anh chị em. Cha của ông làm việc tại Thư viện Quốc gia Việt Nam và là một người rất say mê văn học, nghệ thuật. Gia đình ông ngụ tại phố Nguyễn Thái Học, quận Ba Đình nhưng quê gốc của ông ở làng Bằng A, xã Hoàng Liệt, huyện Thanh Trì (nay thuộc phường Hoàng Liệt, quận Hoàng Mai), Hà Nội.
Tuấn Phong say mê âm nhạc từ nhỏ. Năm 1968, với bài hát "Tiếng cồng giải phóng, tiếng cồng chiến thắng" của nhạc sĩ Y-Na (Hoàng Vân), cậu bé 16 tuổi đã đoạt giải trong Hội thi ca hát giới trẻ Thủ đô. Tuấn Phong tốt nghiệp trường Đại học Tổng hợp Hà Nội, khoa Sinh học. Tuy nhiên, do niềm đam mê âm nhạc, ông đã bỏ lại sự nghiệp khoa học để học tiếp tại Nhạc viện Hà Nội.
Năm 1972, đang học dở khoa Sinh học, Trường Đại học Tổng hợp Hà Nội, vì đam mê âm nhạc, ông đã gia nhập Đoàn ca múa miền Nam. Năm 1975, ngay sau ngày thống nhất đất nước, Tuấn Phong đã theo đoàn từ miền Bắc vàoThành phố Hồ Chí Minh. Từ năm 1978 đến 1984, Tuấn Phong học thanh nhạc tại Nhạc viện TP. Hồ Chí Minh. Ông đã công tác tại Đoàn ca múa nhạc Bông Sen,rồi sau đó chuyển sang nhạc viện Thành phố Hồ Chí Minh. Tuấn Phong từng đoạt giải Nhì Liên hoan ca múa nhạc chuyên nghiệp toàn quốc năm 1981 với bài hát "Dấu chân phía trước" của Phạm Minh Tuấn và giải Nhì cuộc thi Dòng nhạc Thính phòng năm 1988.
Tuấn Phong được nhạc sĩ Phan Huỳnh Điểu và Nghệ sĩ Nhân dân Quốc Hương nâng đỡ trong suốt hành trình hoạt động âm nhạc của mình. Nhạc sĩ Phan Huỳnh Điểu khẳng định: "Nếu Phạm Duy có Thái Thanh, Trịnh Công Sơn có Khánh Ly thì tôi có Tuấn Phong".
Tự chọn cho mình dòng nhạc thính phòng với tính chất hàn lâm cao, Tuấn Phong đã chinh phục khán giả bằng chất giọng cộng minh với âm vực rộng. Tuấn Phong được mệnh danh là "người được mệnh danh làm nổi tiếng cho những ca khúc được giới thiệu lần đầu và làm sống lại những ca khúc đã cũ", "người nghệ sĩ luôn tự tìm bài hát để biểu diễn và đặc biệt thành danh ở sự sáng tạo trong cách thể hiện".
Với những ca khúc như "Thơ tình cuối mùa thu", "Tiếng thu", "Người ấy bây giờ đang ở đâu", "Tương tư chiều"... của nhạc sĩ Phan Huỳnh Điểu, Tuấn Phong đã để lại những ấn tượng sâu sắc trong lòng người nghe về một ca sĩ của dòng nhạc nhẹ trữ tình. Bài hát được nhiều người nhớ đến nhất khi nhắc đến Tuấn Phong là "Thuyền và biển" (nhạc: Phan Huỳnh Điểu - thơ: Xuân Quỳnh). Chính nhạc sĩ Phan Huỳnh Điểu phải khẳng định: "Tuấn Phong là người thể hiện thành công nhất ca khúc Thuyền và biển của Xuân Quỳnh và tôi".
Ông cũng được nhiều khán giả yêu mến qua những ca khúc mang âm hưởng hào hùng như: "Ba Đình nắng" (Bùi Công Kỳ), "Chào em cô gái Lam Hồng" (Ánh Dương), "Tôi người lái xe" (An Chung), "Dáng đứng Việt Nam" (Nguyễn Chí Vũ), "Tình em" (Huy Du), "Tổ quốc yêu thương" (Hồ Bắc), "Tiểu đoàn 307" (Nguyễn Hữu Trí), "Diệt phát xít" (Nguyễn Đình Thi)...
Tuấn Phong được phong tặng danh hiệu Nghệ sĩ ưu tú năm 1996.
Ông đồng thời là tác giả của một số ca khúc như: Mùa thu và em (thơ: Vũ Quốc Anh), Nửa vời (thơ: Nghiêm Huyền Vũ), Chùm nhỏ thơ yêu (thơ: Chế Lan Viên), Hà Nội- kỉ niệm suốt đời tôi...
Ngoài hoạt động âm nhạc, Tuấn Phong còn làm thơ, viết lời bình, làm MC, viết văn. Ông là một trong những giọng đọc thơ quen thuộc trên Đài Truyền hình Thành phố Hồ Chí Minh.
Ông mất ngày 10 tháng 11 năm 2024 tại Thành phố Hồ Chí Minh ở tuổi 72.